# Altesse de Juillet
Altesse de Juillet es una variedad cultivar de ciruelo (Prunus domestica), de las denominadas ciruelas europeas, variedad de ciruela antigua, de la que se cree tiene su origen en Bélgica. Las frutas tienen un tamaño de medio a grande, color de piel rojo intenso, cambiando a rojo púrpureo, con abundante pruina blanquecina, puntos lenticelares numerosos, muy pequeños, grises o rojizos, y pulpa de color amarillo verdoso a dorado, con textura firme, un poco jugosa, y sabor subácido y un poco dulce y casi amargo al gusto.

## Historia
'Altesse de Juillet' es una variedad de ciruela antigua, de la que se cree tiene origen belga.
'Altesse de Juillet' está cultivada en la National Fruit Collection (Colección Nacional de Fruta) de Reino Unido, con el número de accesión: 1951 - 069 y nombre de accesión : Altesse de Juillet. Recibido por "The National Fruit Trials" (Probatorio Nacional de Frutas) en 1951 procedente de la "Station de Recherches", Gante, (Bélgica).

## Características
'Altesse de Juillet' es un árbol de mediano a grande, vigoroso, extendido, de copa abierta. Las flores deben aclararse para que los frutos alcancen un calibre más grueso. Tiene un tiempo de floración que comienza a partir del 16 de abril con el 10% de floración, para el 20 de abril tiene una floración completa (80%), y para el 29 de abril tiene un 90% de caída de pétalos.
'Altesse de Juillet' tiene una talla de fruto de tamaño medio a grande (peso promedio 22.80 g), de forma ovalada, no comprimido, mitades no iguales, cavidad poco profunda, estrecha, abrupta, con la sutura poco profunda, indistinta, y el ápice redondeado;epidermis tiene una piel delgada, dura, ligeramente adherida, de color rojo intenso, cambiando a rojo púrpureo, con abundante pruina blanquecina, puntos lenticelares numerosos, muy pequeños, grises o rojizos; Pedúnculo de longitud corto, grueso o semi grueso, muy pubescente (8.07 mm), ubicado en una cavidad del pedúnculo con anchura y profundidad medias, rebajada en la sutura de forma variable;pulpa de color amarillo verdoso a dorado, con textura firme, un poco jugosa, y sabor subácido y un poco dulce y casi amargo al gusto.
Hueso semi libre, mediano, alargado, rugoso.
Su tiempo de recogida de cosecha se inicia en mitad de temporada, período de maduración de principios a mediados de agosto.

## Usos
La ciruela 'Altesse de Juillet' tiene buenas características como ciruela de postre en mesa, y así mismo buenas cualidades para elaboraciones culinarias.